# Mike Lapper
Michael « Mike » Lapper est un ancien footballeur américain né le 28 août 1970 à Huntington Beach en Californie. Il était libéro.

## Début de carrière
Lapper a joué dans les catégories de jeunes avec Joe-Max Moore à North Huntington Beach Untouchables. Plus tard, il joue à l'UCLA Bruins entre 1988 et 1991. Il a aussi joué pour les Los Angeles Heat entre 1988 et 1989.

## Équipe nationale
Mike obtient sa première sélection le 7 avril 1991 contre la Corée du Sud.
Lapper participe aux Jeux panaméricains 1991, obtenant une médaille d'or avec les USA, aux J.O. 1992 et à la Copa America 1995, terminant à la quatrième place de ce tournoi. Il joue en 1993 tous ses matchs en tant que libéro mais lorsque Bora Milutinović change son schéma défensif en passant à une défense à quatre à plat, Mike est relégué sur le banc de touche, Alexi Lalas lui ayant pris sa place. Mais cela ne l'empêche pas de participer à la World Cup 94, au cours de laquelle les américains arrivent en huitièmes de finale, s'inclinant contre le Brésil. Cependant, Lapper n'entre jamais en jeu, restant constamment sur le banc.
Il joue encore quelques matchs entre la fin de 1994 et 1995, mais le 16 août de cette même année, il dispute son dernier match en sélection face à la Suède, avec une défaite à la clé. Il ne sera par la suite plus jamais rappelé en équipe nationale. Sa carrière internationale s'achève donc sur 44 sélections pour 1 but inscrit.

## Séjour en Europe
Mike commence sa carrière professionnelle en 1994 en deuxième division allemande à Wolfsburg pour la saison 94/95. Pour l'anecdote, il marque dès son premier match sous ses nouvelles couleurs. Il est titulaire au début, sous les ordres de Eckhard Krautzun, qui a souhaité sa venue, jusqu'à ce que ce dernier soit viré par la direction du club. Le nouvel entraîneur, Gerd Roggensack, n'accorde pas sa confiance à Lapper et il se retrouve dès lors sur la liste des remplaçants. Mais à la fin de la saison, le club termine quatrième et rate l'accession à l'échelon supérieur. Mike demande à être transféré et en 1995, il signe dans le club anglais de Southend United pour une somme de 100 000 £. Southend avait pour objectif de monter mais échoue deux années de suite, et Lapper quitte le club en 1997 et repart jouer en Major League Soccer (MLS).

## Retour aux États-Unis
Lapper retourne dans son pays natal en signant aux Columbus Crew en juin 1997. Il y joue 110 matchs, dont 99 comme titulaire, avant de se retirer des terrains en 2002, sur un dernier bilan de 5 buts et plus d'une dizaine de passes décisives.

## Sources
- (en) Cet article est partiellement ou en totalité issu de l’article de Wikipédia en anglais intitulé « Mike Lapper » (voir la liste des auteurs).